# Iónské povstání
Iónské povstání bylo protiperské povstání iónských měst v Malé Asii, které se odehrálo v letech 500 až 494 př. n. l. V čele povstání stálo město Milét a pomoc, kterou povstání poskytly Athény, byla příčinou řecko-perských válek. Povstání skončilo porážkou povstalců v bitvě u Ladé.

## Průběh
V roce 500 př. n. l. vypuklo na západním pobřeží Malé Asie povstání iónských městských států. V čele povstání stálo město Milét, jehož vládce, tyran Aristagorás, sloužil perskému vládci. Když se mu však nepodařilo dobýt pro krále ostrov Naxos, obával se o svůj život, a když vypuklo povstání, postavil se do jeho čela. V mateřském Řecku se snažil získat podporu, ale Sparta ho odmítla a Athéňané poskytli povstalcům jen dvacet lodí.
Povstalci měli zpočátku úspěchy. Zbavili se perských posádek, vyplenili a vypálili lýdské město Sardy, ale perská posádka se zde ubránila.
Roku 494 př. n. l. utrpělo povstalecké loďstvo porážku u ostrova Ladé. Na perské straně bojovali vynikající námořníci z Fénicie. Po vítězství Dareios zcela zničil Milét jako odplatu za vypálení Sard a ostatní řecká města v Malé Asii se dostala opět pod perskou nadvládu. Dareios se rozhodl pomstít řeckým městským státům i v mateřském Řecku za podporu, kterou poskytli povstalcům.